# ترميز الفيديو

Xvid - مشفر لتنسيق تشفير الفيديو MPEG-4 الجزء 2

يعرف ترميز الفيديو بأنه البرنامج أو الجهاز الذي يقوم بضغط ملفات الفيديو الرقمية وفك الضغط عنها. في حين تسمى الاجهزة التي تضغط الملفات فقط بالمشفرة والاخرى التي تفك الضغط فقط بالتشفير.

## نبذة
تلتزم تنسيقات البيانات المضغوطة بالتنسيق القياسي لترميز الفيديو، والذي عادة مايكون بتقنية الضغط مع السماح بفقد البيانات حيث تتم ازالة بعض الاطارات frames من ملف الفيديو بطريقة لا تؤثربشكل كبير على جودة الفيديو الكلية وفي نفس الوقت تقلل الحجم الكلي للملف. ولهذا، تختلف جودة الفيديو المضغوط عن الذي تم فك ضغطه حيث تكون اقل دقة من الفيديو الأصلي قبل الضغط.
تتأثر جودة الفيديو بعوامل كثيرة منها كمية البيانات المستخدمة لتمثيل الفيديو (تقاس بمعدل البت ) ، وتعقيد خوارزميات التشفير وفك التشفير، والحساسية لفقدان البيانات والأخطاء، وسهولة التحرير، والوصول العشوائي، والتأخير الطرفي ( زمن الوصول ).

## التطبيقات
يستخدم ترميز الفيديو في مشغلات DVD وملفات الفيديو على الإنترنت والفيديو حسب الطلب. كذلك يستخدم في الكابل الرقمي والتلفزيون الرقمي الأرضي والمهاتفة المرئية إلى غيرها من التطبيقات الأخرى. و تستخدم ترميزات الفيديو بوجه خاص وعلى نطاق واسع في التطبيقات التي تسجل أو تنقل ملفات الفيديو، الأمر الذي قد لا يكون ممكنًا مع ملفات الفيديو الكبيرة الحجم وعروض النطاق (bandwidths ) الخاصة بالفيديوات الغير مضغوطة. فعلى سبيل المثال، يتم استخدام المرمزات في غرف العمليات لتسجيل العمليات الجراحية، وفي كاميرات IP في الأنظمة الأمنية . كذلك في المركبات التي يتم تشغيلها عن بعد تحت الماء والمركبات الجوية بدون طيار.

## حزم الترميز
يوجد العديد من ترميزات الفيديو التي تستخدم لترميز مواد الفيديو عبر الإنترنت، وذلك أدى إلى توفر حزم برامج الترميز -عبارة عن تجميعات اولية من المرمزات الشائعة الاستخدام - علاوة على ذلك، يتوفربرنامج تثبيت للتحميل كحزمة برمجية. من الأمثلة على ذلك، حزمة الترميز كي-لايت K-Lite Codec Pack وبرين Perian و حزمة ترميزات المجتمع المشتركة Combined Community Codec Pack.